# Alejandro Cobo
Alejandro Cobo Higuera (Liérganes, 1904-Ciudad de México, 21 de marzo de 1950) fue un actor español-mexicano. Trabajó en la Época de Oro del cine mexicano, en películas tales como Virgen de medianoche (1942), Secreto eterno (1942), El monje blanco (1945), Hermoso ideal (1948) El supersabio (1948) y El mago (1949). Fue padrastro de Roberto Cobo.

## Filmografía selecta
- El rápido de las 9.15 (1941)
- Virgen de medianoche (1942)
- Secreto eterno (1942)
- Soy puro mexicano (1942)
- María Eugenia (1943)
- El misterioso señor Marquina (1943)
- El corsario negro (1944)
- El monje blanco (1945)
- Hermoso ideal (1948)
- El supersabio (1948)
- El mago (1949)
- La casa embrujada (1949)
- Doña Diabla (1950)
- El rey del barrio (1950)